# Antonio Maria Fanìa
Antonio Maria Fanìa OFMObs (* 5. Februar 1804 in Rignano Garganico; † 23. Januar 1880 in Rom) war ein italienischer römisch-katholischer Theologe und Bischof von Potenza und Marsico Nuovo.

## Leben
Er trat 1823 dem Orden der Franziskaner-Observanten bei. Nach einem Studium in Bologna wurde er Lektor der Philosophie und der Theologie in seinem Orden und empfing am 3. Mai 1827 die Priesterweihe. Danach war er Lektor der Philosophie an den Konventen in Ferrara und dann in Lucera. Von 1835 bis 1838 Provinzial, wurde er 1839 Generalsekretär und anschließend 1844 Generalprokurator seiner Ordensgemeinschaft. Er ließ sich in Rom nieder, wo er am 6. April 1845 Mitglied der Akademie für die Katholische Religion wurde.
Als Konsultor der Indexkongregation trat Antonio Maria Fanìa am 28. April 1846 in den Dienst der Kurie. Unter dem Pontifikat von Pius IX. wurde er Konsultor des Heiligen Offiziums und Examinator der Bischöfe in der Theologie. Als angesehener Theologe wirkte er mit an der Formulierung des Dogmas von der unbefleckten Empfängnis Mariens. Ferner war er beteiligt an der Herausgabe des Specchio della disciplina (Rom 1851), das früher dem heiligen Bonaventura zugesprochen wurde.
Am 27. März 1867 wurde Antonio Maria Fanìa zum Bischof von Marsico Nuovo et Potenza in Basilicata ernannt. Die Bischofsweihe spendete ihm am 7. April desselben Jahres der Kardinalbischof von Palestrina, Luigi Amat di San Filippo e Sorso; Mitkonsekratoren waren Erzbischof Pietro de Villanova Castellacci und Bischof Giuseppe Maria Papardo del Parco.
Nach dreizehnjähriger Amtszeit als Bischof starb Antonio Maria Fanìa 1880 in Rom.

## Werke
- Esempi ed ammaestramenti di eloquenza sacra. Rom 1832
- Orazione accademica per l’occorrenza della consacrazione della restaurata basilica di S. M. degli Angeli presso Assisi. Orvieto 1843
- Ragionamento intorno a cib che dicesi ed è vero e bello scrivere italiano, o Dello studio de’ classici scrittori per apprenderne le schiette forme. Orvieto 1844
- Ragionamento sul poema Il Salvatore del cavaliere Davide Bertolotti. Turin 1846
- Discorso pe’ comizi provinciali nella osservante provincia romana... intorno alla disciplina regolare. Rom 1851
- San Paolo, o sia le forme e l’esempio della vita apostolica. Rom 1852
- Discorso su l’eloquenza sacra. Rom 1853
- Orazione funebre recitata... il giorno 9 di febbraio 1855 nella chiesa de’ SS. Cosimo e Damiano in Roma per la morte del P. Reverendissimo Salvatore Guerri di Assisi, ministro generale del Terz’ordine di s. Francesco. Rom 1855
- L’Unità rende la Chiesa di Cristo veramente grande, in cui si ammira la grandezza mirabilissima alla quale, mercè alla fondazione ed operazione di Gesù Cristo, la potenza della verità conduce ad innalzar l’uomo consorzio. Discorso. Rom 1855
- Novenario e panegirici sulla Immacolata Concezione di Maria Vergine. Neapel 1858
- Parallele dell’antico gnosticismo con gli errori moderni del Bartismo, Irvingismo, e mormonismo con un saggio di confutazione. Neapel 1858
- Orazione delle lodi e utilità del dolore in Gesù. Genua 1859